# Jappenkamp in Makassar
De Zeevaartschool (ook wel genaamd Kweekschool voor de zeevaart of Kweekschool voor Inlandsche Schepelingen; KIS) was in de periode maart en april 1942 een tijdelijk krijgsgevangenenkamp voor ongeveer 100 KNIL-militairen. Deze krijgsgevangenen waren afkomstig van de Tjamba-stelling. Deze stelling lag ongeveer 60 kilometer ten noordoosten van Makassar. De kweekschool lag aan de Strandweg in het oude centrum van Makassar. 
De krijgsgevangenen werden half april 1942 overgebracht naar het grote verzamelkamp in het Infanteriekampement.